# Fahmida Mirza
Fahmida Mirza (ur. 20 grudnia 1956 w Sijalkocie) - polityk, z wykształcenia doktor nauk medycznych. 19 marca 2008 została wybrana na stanowisko przewodniczącej parlamentu pakistańskiego głosami koalicji PPP - PML "N". Członkini Pakistańskiej Partii Ludowej. Pełniła ten urząd do 3 czerwca 2013 roku.